# 新民公学堂
新民公学堂是一所于清朝末年在中国奉天省新民府（今辽宁省沈阳市新民地区）创办的新式公立学堂。其创立与地方官员及士绅的推动密切相关，资金来源亦具典型时代特征，是晚清地方教育改革的一个实例。新民公学堂后经过多次更名与发展，终并入沈阳大学，且曾以沈阳大学新民师范学院名义持续运营，至2025年正式摘牌。

## 背景
19世纪末至20世纪初，清政府在内忧外患的巨大压力下，启动了一系列旨在“自强”的改革，史称“清末新政”。其中，教育改革是核心环节之一。1905年，科举制度的正式废除，以儒家经籍为中心的传统教育模式被彻底打破，建立一个全国性的、分级的新式学堂体系成为清政府的当务之急。

## 历史沿革
光绪三十二年（1906年7月），时任新民府知府的沈金鉴联合当地各界士绅共同倡议并筹划创办一所新式学堂，旨在推行新学，培养人才。为筹集办学经费，新民府决定征收特定的地方性捐税，包括盐、梨、鱼、花等行业的捐收作为学校的专项资金。校舍选定于新民府城内东南隅的文庙前，共建有房屋十间。学堂在行政管理上设立“堂长”一职，全面负责学堂的行政事务。首任堂长由冯汝奎担任。在教学方面，学堂聘用了若干专职与兼职教员，分别负责不同学科的教学工作。1915年，新民公学堂改称为新民县立师范学校。